# SM UC-29
SM UC-29 – niemiecki podwodny stawiacz min z okresu I wojny światowej, jedna z 64 zbudowanych jednostek typu UC II. Zwodowany 15 lipca 1916 roku w stoczni Vulcan w Hamburgu, został przyjęty do służby w Kaiserliche Marine 15 sierpnia 1916 roku. Włączony w skład 1. Flotylli U-Bootów Hochseeflotte, w czasie służby operacyjnej okręt odbył siedem misji bojowych, w wyniku których zatonęło 18 statków o łącznej pojemności 21 909 BRT, a cztery statki (o łącznej pojemności 17 154) BRT zostały uszkodzone. SM UC-29 zatonął 7 czerwca 1917 roku na zachód od Irlandii, zatopiony ogniem artylerii statku-pułapki HMS „Pargust”.

## Projekt i budowa
Sukcesy pierwszych niemieckich podwodnych stawiaczy min typu UC I, a także niedostatki tej konstrukcji skłoniły dowództwo Cesarskiej Marynarki Wojennej z admirałem von Tirpitzem na czele do działań mających na celu budowę nowego, znacznie większego i doskonalszego typu okrętów podwodnych. Opracowany latem 1915 roku projekt okrętu, oznaczonego później jako typ UC II, tworzony był równolegle z projektem przybrzeżnego torpedowego okrętu podwodnego typu UB II. Głównymi zmianami w stosunku do poprzedniej serii były: instalacja wyrzutni torpedowych i działa pokładowego, zwiększenie mocy i niezawodności siłowni oraz wzrost prędkości i zasięgu jednostki, kosztem rezygnacji z możliwości łatwego transportu kolejowego (ze względu na powiększone rozmiary).
SM UC-29 zamówiony został 29 sierpnia 1915 roku jako czternasta jednostka z I serii okrętów typu UC II (numer projektu 41, nadany przez Inspektorat U-Bootów), w ramach wojennego programu rozbudowy floty . Został zbudowany w stoczni Vulcan w Hamburgu jako jeden z 21 okrętów typu UC II zamówionych w tej wytwórni. Stocznia oszacowała czas budowy okrętu na 8 miesięcy. UC-29 otrzymał numer stoczniowy 68 (Werk 68)  . Stępkę okrętu położono w 1915 roku , został zwodowany 15 lipca 1916 roku. Koszt budowy okrętu wyniósł 1 mln 727 tys. marek.

## Dane taktyczno-techniczne
SM UC-29 był średniej wielkości przybrzeżnym okrętem podwodnym o konstrukcji dwukadłubowej. Długość całkowita wynosiła 49,4 metra, szerokość 5,22 metra i zanurzenie 3,68 metra (wykonany ze stali kadłub sztywny miał 39,3 metra długości i 3,65 metra szerokości) . Wysokość (od stępki do szczytu kiosku) wynosiła 7,46 metra . Wyporność w położeniu nawodnym wynosiła 400 ton, a w zanurzeniu 480 ton. Jednostka miała wysoki, ostry dziób przystosowany do przecinania sieci przeciwpodwodnych; do jej wnętrza prowadziły trzy luki, zlokalizowane przed kioskiem, w kiosku i w części rufowej, prowadzący do maszynowni . Cylindryczny kiosk miał średnicę 1,4 metra i wysokość 1,8 metra, obudowany był opływową osłoną . Okręt napędzany był na powierzchni przez dwa 6-cylindrowe, czterosuwowe silniki Diesla Daimler MU256 o łącznej mocy 500 KM, a pod wodą poruszał się dzięki dwóm silnikom elektrycznym SSW o łącznej mocy 460 KM. Dwa wały napędowe obracały dwie śruby wykonane z brązu manganowego (o średnicy 1,9 metra i skoku 0,9 metra) . Okręt osiągał prędkość 11,6 węzła na powierzchni i 6,7 węzła w zanurzeniu. Zasięg wynosił 9410 Mm przy prędkości 7 węzłów w położeniu nawodnym oraz 54 Mm przy prędkości 4 węzłów pod wodą. Zbiorniki mieściły 63 tony paliwa, a energia elektryczna magazynowana była w dwóch bateriach akumulatorów 26 MAS po 62 ogniwa, zlokalizowanych pod przednim i tylnym pomieszczeniem mieszkalnym załogi. Okręt miał siedem zewnętrznych zbiorników balastowych . Dopuszczalna głębokość zanurzenia wynosiła 50 metrów , a czas zanurzenia 40 s.
Głównym uzbrojeniem okrętu było 18 min kotwicznych typu UC/200 w sześciu skośnych szybach minowych o średnicy 100 cm, usytuowanych w podwyższonej części dziobowej jeden za drugim w osi symetrii okrętu, pod kątem do tyłu (sposób stawiania – „pod siebie”). Układ ten powodował, że miny trzeba było stawiać na zaplanowanej przed rejsem głębokości, gdyż na morzu nie było do nich dostępu (co znacznie zmniejszało skuteczność okrętów). Uzbrojenie uzupełniały dwie zewnętrzne wyrzutnie torped kalibru 500 mm (umiejscowione powyżej linii wodnej na dziobie, po obu stronach szybów minowych), jedna wewnętrzna wyrzutnia torped kal. 500 mm na rufie (z łącznym zapasem 7 torped) oraz umieszczone przed kioskiem działo pokładowe kal. 88 mm L/30, z zapasem amunicji wynoszącym 130 naboi . Okręt wyposażony był w dwa peryskopy Zeissa: wachtowy i bojowy oraz radiostację z podnoszonym masztem o wysokości 10 metrów. Wyposażenie uzupełniała kotwica grzybkowa o masie 272 kg .
Załoga okrętu składała się z 3 oficerów oraz 23 podoficerów i marynarzy.

## Służba
SM UC-29 został wcielony do służby w Cesarskiej Marynarce Wojennej 15 sierpnia 1916 roku . Tego dnia dowództwo jednostki objął por. mar. (niem. Oberleutnant zur See) Ernst Rosenow, wcześniej dowodzący UC-10 i UB-28 . Po okresie szkolenia okręt został 19 października włączony w skład 1. Flotylli U-Bootów Hochseeflotte . Pierwsze zadanie bojowe jednostka wykonała 2 listopada, stawiając liczącą 18 min zagrodę na południowy wschód od Montrose. Ofiarą postawionych tam min stał się 17 listopada zbudowany w 1900 roku brytyjski parowiec „Canganian” (1143 BRT), płynący z Methil do Scapa Flow, który zatonął ze stratą 13 członków załogi . Na kolejny sukces przyszło czekać załodze okrętu do 23 stycznia 1917 roku, kiedy to na pozycji 56°27′N 2°38′W/56,450000 -2,633333 wszedł na minę zwodowany w 1902 roku uzbrojony brytyjski parowiec „Clan Shaw” o pojemności 3943 BRT. Statek, płynący z ładunkiem juty z Czittagong do Dundee, zatonął wraz z dwoma marynarzami  . Następnego dnia UC-29 zatrzymał i zatopił zbudowany w 1892 roku norweski parowiec „Sunniva” (589 BRT), przewożący drewno i rudę żelaza na trasie Göteborg – Hull (120 Mm na północny wschód od Newcastle upon Tyne) .
Z dniem 1 lutego, rozkazem szefa sztabu admiralicji niemieckiej z 12 stycznia tego roku, U-Booty należące do czterech flotylli Hochseeflotte, Flotylli Flandria i Flotylli Pola rozpoczęły nieograniczoną wojnę podwodną. W dniach 3-14 lutego okręt odbył rejs wzdłuż wschodniego wybrzeża Szkocji, stawiając 18 min w pięciu zagrodach. 5 lutego na jednej z nich został zniszczony brytyjski trawler „Primrose” (136 BRT), a na jego pokładzie zginęło dziewięciu załogantów (katastrofa miała miejsce 17 Mm na południowy zachód od latarni Todhead, położonej w Aberdeenshire) . 9 lutego na pozycji 57°09′N 2°03′W/57,150000 -2,050000 zatonął ze stratą siedmiu ludzi uzbrojony trawler HMT „Yesso” (229 BRT), który także wszedł na minę . Następnego dnia na minę postawioną nieopodal wyspy Inchkeith wszedł zbudowany w 1913 roku duży brytyjski zbiornikowiec „San Fraterno” (9587 BRT), przewożący ropę naftową na trasie Port Arthur – Firth of Forth, który jedynie doznał uszkodzeń . 11 lutego ostatnimi ofiarami lutowego wypadu stały się dwa statki: pochodzący z 1895 roku brytyjski parowiec „Norwood” (798 BRT), płynący z ładunkiem drobnicy z Middlesbrough do Aberdeen, który zatonął nieopodal portu przeznaczenia tracąc 18 członków załogi wraz z kapitanem   oraz „Roanoke” (3455 BRT), który został uszkodzony 3,5 Mm na południowy wschód od Aberdeen .
Kolejną misję bojową UC-29 przeprowadził od 27 lutego do 16 marca, stawiając również wszystkie przewożone na pokładzie miny (18 sztuk) w czterech zagrodach. 1 marca okręt zatrzymał i zatopił dwa brytyjskie trawlery: „Herbert Ingram” (na pozycji 55°59′N 0°25′E/55,983333 0,416667)  i „Redcap” (na pozycji 56°10′N 1°10′E/56,166667 1,166667), na którym zginął jeden marynarz . Dwa dni później na minę postawioną na pozycji 56°12′N 2°34′W/56,206944 -2,566667 wszedł uzbrojony trawler HMT „Northumbria” (211 BRT), który zatonął ze stratą pięciu załogantów . 14 marca, w drodze powrotnej do bazy, okręt zatopił zbudowany w 1895 roku norweski parowiec „Storaas” o pojemności 3041 BRT, płynący pod balastem na trasie Moss – Newcastle upon Tyne (na pozycji 55°30′N 2°55′E/55,500000 2,916667) .
Kolejne sukcesy miały miejsce w ostatnim tygodniu kwietnia – 24 tm. UC-29 zatrzymał i zatopił w odległości 60 Mm na wschód od Edynburga brytyjski trawler „Upton Castle” (145 BRT) , a tego samego dnia po południu na pozycji 56°00′N 1°00′W/56,000000 -1,000000 stoczył nierozstrzygniętą walkę ze statkiem-pułapką „Roskeen”. Nazajutrz okręt postawił zagrodę minową u wschodnich wybrzeży Anglii. 27 kwietnia ofiarą postawionych przez niego min padły dwa norweskie parowce: zbudowany w 1908 roku „Nidelven” (1262 BRT), przewożący węgiel i pasażerów z Newcastle upon Tyne do Svolvær (zatonął na pozycji 55°29′N 1°27′W/55,483333 -1,450000 tracąc trzech ludzi)  oraz rok młodszy „Ragnhild” (1117 BRT), płynący z ładunkiem drobnicy na trasie Newcastle upon Tyne – Skien, zniszczony na pozycji 55°16′N 1°22′W/55,266667 -1,366667 (śmierć w katastrofie poniosło dwóch członków załogi) . 29 kwietnia na pozycji 55°56′N 2°06′E/55,933333 2,100000 UC-29 zatrzymał i zatopił zbudowany w 1905 roku duński parowiec „Carbo I” (1379 BRT), przewożący azotany ze Skien do Newcastle upon Tyne . 1 maja ofiarą załogi U-Boota padł pochodzący z 1896 roku brytyjski parowiec „Firelight” o pojemności 1443 BRT, transportujący węgiel na trasie Newcastle upon Tyne – Londyn, storpedowany bez ostrzeżenia na pozycji 55°01′N 1°21′W/55,016667 -1,350000  . W maju UC-29 oraz pozostałe okręty wchodzące w skład 1. Flotylli (U-71, U-80, UC-31, UC-33, UC-41, UC-42, UC-44, UC-45, UC-49, UC-50, UC-51, UC-55, UC-75 i UC-77) postawiły wokół Wysp Brytyjskich 50 zagród minowych.
25 maja U-Boot wyszedł z Helgolandu na kolejną misję, z zadaniem pokonania kanału La Manche i postawienia zagrody minowej w Zatoce Dingle. 3 czerwca UC-29 na pozycji 49°45′N 5°05′W/49,750000 -5,083333 zatrzymał i zatopił zbudowany w 1899 roku francuski bark „Elisabeth” (2061 BRT), płynący z ładunkiem azotanów z Pisagua do Hawru , a następnie uszkodził za pomocą torpedy statek-pułapkę HMS „Mavis” (1295 BRT), na którym zginęło czterech marynarzy (20 Mm na południe od Wolf Rock) . Następnego dnia ofiarą okrętu podwodnego stał się stary, pochodzący z 1883 roku norweski żaglowiec „Songvand” o pojemności 2206 BRT, przewożący węgiel na trasie Barry – Santos, zatrzymany i zatopiony ok. 80 Mm na południowy zachód od Bishop Rock . 6 czerwca okręt postawił 18 min na pozycji 52°05′N 10°40′W/52,083333 -10,666667.
7 czerwca 1917 roku o godzinie 8:00 UC-29 wystrzelił torpedę w kierunku nierozpoznanego statku, który w wyniku eksplozji doznał przechyłu, a jego załoga spuściła łodzie ratunkowe i rozpoczęła ewakuację. Chcąc dobić uszkodzoną jednostkę, U-Boot wynurzył się w niewielkiej odległości i w tym momencie dostał się pod ogień artylerii „wraku”, którym okazał się brytyjski statek-pułapka HMS „Pargust” pod dowództwem komandora Gordona Campbella . W ciągu kilku minut UC-29 zatonął z większością załogi (zginęły 23 osoby; uratowano tylko por. Bruhna i mata Stilla), na pozycji 51°50′N 11°50′W/51,833333 -11,833333 .
Ostatnią, „pośmiertną” ofiarą okrętu został nowy, zbudowany w 1916 roku brytyjski parowiec „Hornchurch” (2159 BRT), który 3 sierpnia 1917 roku zatonął na minie w odległości ok. 4 Mm na północny wschód od Amble. Na statku, płynącym z ładunkiem węgla z Londynu do Methil, śmierć poniosło dwóch członków załogi  .

### Podsumowanie działalności bojowej
SM UC-29 wykonał łącznie siedem misji bojowych, podczas których za pomocą min, torped i ładunków wybuchowych zatopił 18 statków o łącznej pojemności 21 909 BRT, a cztery statki o łącznej pojemności 17 154 BRT zostały uszkodzone . Na pokładach zatopionych i uszkodzonych jednostek zginęło co najmniej 67 osób, w tym 18 na brytyjskim parowcu „Norwood”  . Pełne zestawienie strat przedstawia poniższa tabela :
| Data              | Nazwa             | Państwo         | Tonaż       | Los jednostki |
| ----------------- | ----------------- | --------------- | ----------- | ------------- |
| 17 listopada 1916 | „Canganian”       | Wielka Brytania | 1143        | zatopiony     |
| 23 stycznia 1917  | „Clan Shaw”       | Wielka Brytania | 3943        | zatopiony     |
| 24 stycznia 1917  | „Sunniva”         | Norwegia        | 589         | zatopiony     |
| 5 lutego 1917     | „Primrose”        | Wielka Brytania | 136         | zatopiony     |
| 9 lutego 1917     | HMT „Yesso”       | Royal Navy      | 229         | zatopiony     |
| 10 lutego 1917    | „San Fraterno”    | Wielka Brytania | 9587        | uszkodzony    |
| 11 lutego 1917    | „Norwood”         | Wielka Brytania | 798         | zatopiony     |
| 11 lutego 1917    | „Roanoke”         | Wielka Brytania | 3455        | uszkodzony    |
| 1 marca 1917      | „Herbert Ingram”  | Wielka Brytania | 142         | zatopiony     |
| 1 marca 1917      | „Redcap”          | Wielka Brytania | 199         | zatopiony     |
| 3 marca 1917      | HMT „Northumbria” | Royal Navy      | 211         | zatopiony     |
| 14 marca 1917     | „Storaas”         | Norwegia        | 3041        | zatopiony     |
| 24 kwietnia 1917  | „Upton Castle”    | Wielka Brytania | 145         | zatopiony     |
| 27 kwietnia 1917  | „Nidelven”        | Norwegia        | 1262        | zatopiony     |
| 27 kwietnia 1917  | „Ragnhild”        | Norwegia        | 1117        | zatopiony     |
| 29 kwietnia 1917  | „Carbo I”         | Dania           | 1385        | zatopiony     |
| 1 maja 1917       | „Firelight”       | Wielka Brytania | 1143        | zatopiony     |
| 3 czerwca 1917    | „Elisabeth”       | Francja         | 2061        | zatopiony     |
| 3 czerwca 1917    | HMS „Mavis”       | Royal Navy      | 1295        | uszkodzony    |
| 4 czerwca 1917    | „Songvand”        | Norwegia        | 2206        | zatopiony     |
| 7 czerwca 1917    | HMS „Pargust”     | Royal Navy      | 2817        | uszkodzony    |
| 3 sierpnia 1917   | „Hornchurch”      | Wielka Brytania | 2159        | zatopiony     |
| RAZEM             | RAZEM             | zatopione:      | zatopione:  | 18            |
| RAZEM             | RAZEM             | uszkodzone:     | uszkodzone: | 4             |